# Bonte Bentheimer

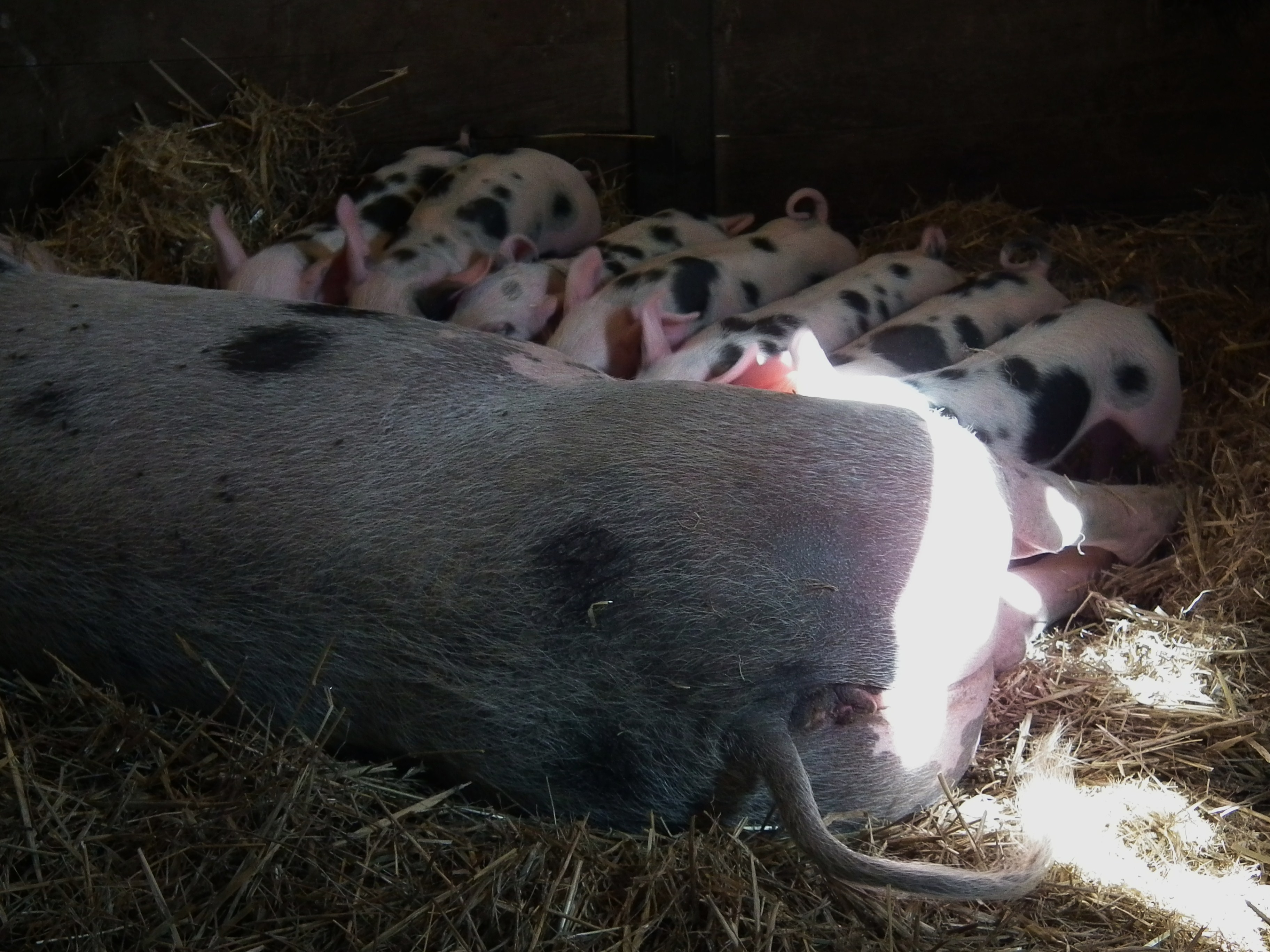
Zeug met biggen

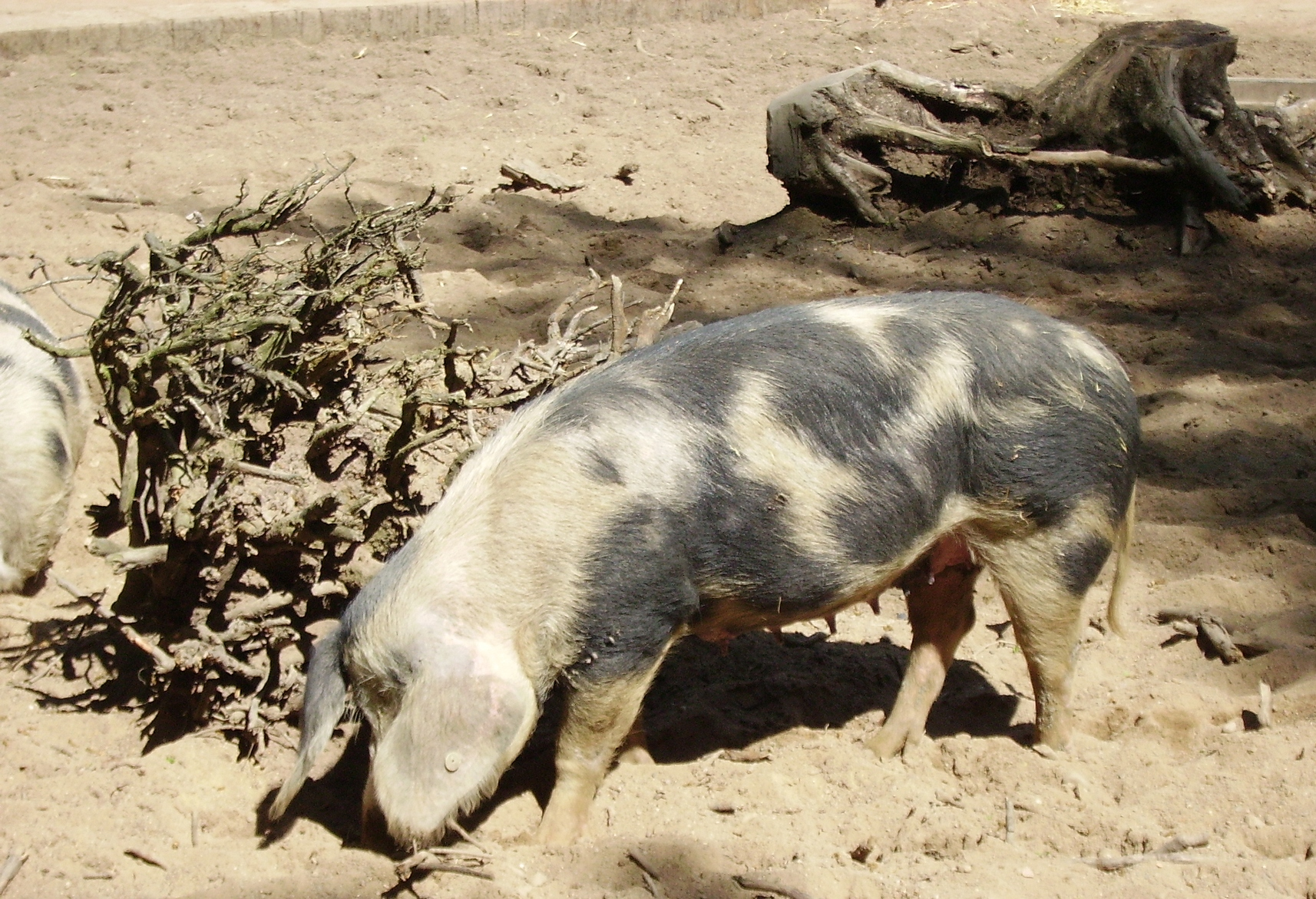
Bonte Bentheimer zeug

De Bonte Bentheimer is een varkensras uit het Graafschap Bentheim in het Emsland en het aangrenzende deel van Drenthe, met name rond Coevorden. De Bonte Bentheimer wordt met uitsterven bedreigd. Tegenwoordig wint dit ras aan belang, omdat het, in tegenstelling tot de verder doorgefokte varkens een betere kwaliteit vlees kent. Het spekaandeel is relatief hoog, het vlees zelf heeft een hoog intramusculair vetgehalte, wat gunstig is voor de smaak en het uiterlijk van het vlees. De Bonte Bentheimer heeft over het lichaam verspreid grote zwarte vlekken, is vroegrijp en vruchtbaar.

## Geschiedenis
De geschiedenis van het Bonte Bentheimervarken begint halverwege de 19e eeuw. Vroeger waren in Duitsland de boerinnen verantwoordelijk voor de varkens. Naast het witte Landras hielden ze van kleurrijke en gevlekte rassen. De Bonte Bentheimer was een vruchtbaar, zuinig, stressbestendig en niet veeleisend varkenras met goede moedereigenschappen. De biggen waren als gevolg van de goede kwaliteit van het vlees goed af te zetten op de markt.
De jaren ´50 vormde het hoogtepunt van de Bonte Bentheimer. De gemakkelijk en goedkoop te houden, vruchtbare dieren leverden vlees van uitstekende kwaliteit, dat na de oorlogstijd zeer gewild was. Het ras werd officieel opgenomen in een nationaal stamboek.
Met de komst van het "Wirtschaftswunder" in Duitsland veranderden de gewoonten van consumenten. Mager vlees werd gevraagd en daardoor verloor de Bonte Bentheimer zijn populariteit. Het aantal fokkers van Bonte Bentheimers daalde sterk. Uiteindelijk hield alleen de fokker Gerhard Schulte-Bernd uit Isterberg in het graafschap Bentheim zich intensief met dit ras bezig. Hij probeerde jarenlang om de autoriteiten en de boeren van een gecoördineerde verdere veredeling en marketing te overtuigen. In de jaren '90 hield hij vrijwel de gehele resterende populatie van de Bonte Bentheimer. Met slechts ongeveer 100 fokdieren in Duitsland was dit ras zeer bedreigd. De volhardendheid van Schulte-Bernd, de terugkeer naar de versterking van de regionale cultuur inclusief vee leiden nu tot een renaissance van dit oude ras.

## Nederland
De Bonte Bentheimer wordt ook in Nederland gehouden. Bijvoorbeeld in Hillegom is er anno 2024 overlast als gevolg van wildgroei van de Japanse duizendknoop. Er zijn drie varkentjes gerecruteerd om te helpen dit probleem op te lossen, zoals elders in Nederland ook al gebeurt. Deze varkentjes vinden vooral de wortels van de betreffende plant smakelijk. De verwachting is dat de overlast de komende maanden beheersbaar wordt.